# Diogenes minimus
Diogenes minimus — вид десятиногих ракоподібних родини діогенових (Diogenidae). Описаний у 2020 році.

## Поширення
Ендемік Японії. Поширений вздовж узбережжя півостровів Босо та Ідзу на сході острова Хонсю. Трапляється на глибині до 19 м.